# NASCAR Winston Cup de 1982
A Temporada da NASCAR Winston Cup de 1982 foi a 34º edição da Nascar, com 31 etapas disputadas o campeão foi Darrell Waltrip.

## Calendário
| N. | Data   | Corrida                          | Circuito                        | Campeão         | Segundo         | Terceiro        |
| 1  | 14-feb | Daytona 500                      | Daytona International Speedway  | Bobby Allison   | Cale Yarborough | Joe Ruttman     |
| 2  | 21-feb | Richmond 400                     | Richmond International Raceway  | Dave Marcis     | Richard Petty   | Benny Parsons   |
| 3  | 14-mrt | Valleydale 500                   | Bristol Motor Speedway          | Darrell Waltrip | Dale Earnhardt  | Morgan Shepherd |
| 4  | 21-mrt | Coca-Cola 500                    | Atlanta Motor Speedway          | Darrell Waltrip | Richard Petty   | Cale Yarborough |
| 5  | 28-mrt | Carolina 500                     | Rockingham Speedway             | Cale Yarborough | Terry Labonte   | Benny Parsons   |
| 6  | 4-apr  | CRC Chemicals Rebel 500          | Darlington Raceway              | Dale Earnhardt  | Cale Yarborough | Bill Elliott    |
| 7  | 18-apr | Northwestern Bank 400            | North Wilkesboro Speedway       | Darrell Waltrip | Terry Labonte   | Dale Earnhardt  |
| 8  | 25-apr | Virginia National Bank 500       | Martinsville Speedway           | Harry Gant      | Butch Lindley   | Neil Bonnett    |
| 9  | 2-mei  | Winston 500                      | Talladega Superspeedway         | Darrell Waltrip | Terry Labonte   | Benny Parsons   |
| 10 | 8-mei  | Cracker Barrel Country Store 420 | Music City Motorplex            | Darrell Waltrip | Terry Labonte   | Ron Bouchard    |
| 11 | 16-mei | Mason-Dixon 500                  | Dover International Speedway    | Bobby Allison   | Dave Marcis     | Dale Earnhardt  |
| 12 | 30-mei | World 600                        | Charlotte Motor Speedway        | Neil Bonnett    | Bill Elliott    | Bobby Allison   |
| 13 | 6-jun  | Van Scoy Diamond Mines 500       | Pocono Raceway                  | Bobby Allison   | Tim Richmond    | Benny Parsons   |
| 14 | 13-jun | Budweiser 400                    | Riverside International Raceway | Tim Richmond    | Terry Labonte   | Geoff Bodine    |
| 15 | 20-jun | Gabriel 400                      | Michigan International Speedway | Cale Yarborough | Darrell Waltrip | Bill Elliott    |
| 16 | 4-jul  | Firecracker 400                  | Daytona International Speedway  | Bobby Allison   | Bill Elliott    | Ron Bouchard    |
| 17 | 10-jul | Busch Nashville 420              | Music City Motorplex            | Darrell Waltrip | Terry Labonte   | Harry Gant      |
| 18 | 25-jul | Mountain Dew 500                 | Pocono Raceway                  | Bobby Allison   | Richard Petty   | Terry Labonte   |
| 19 | 1-aug  | Talladega 500                    | Talladega Superspeedway         | Darrell Waltrip | Buddy Baker     | Richard Petty   |
| 20 | 22-aug | Champion Spark Plug 400          | Michigan International Speedway | Bobby Allison   | Richard Petty   | Harry Gant      |
| 21 | 28-aug | Busch 500                        | Bristol Motor Speedway          | Darrell Waltrip | Bobby Allison   | Harry Gant      |
| 22 | 6-sep  | Southern 500                     | Darlington Raceway              | Cale Yarborough | Richard Petty   | Dale Earnhardt  |
| 23 | 12-sep | Wrangler Sanfor-Set 400          | Richmond International Raceway  | Bobby Allison   | Tim Richmond    | Darrell Waltrip |
| 24 | 19-sep | CRC Chemicals 500                | Dover International Speedway    | Darrell Waltrip | Kyle Petty      | Bill Elliott    |
| 25 | 3-okt  | Holly Farms 400                  | North Wilkesboro Speedway       | Darrell Waltrip | Harry Gant      | Terry Labonte   |
| 26 | 10-okt | National 500                     | Charlotte Motor Speedway        | Harry Gant      | Bill Elliott    | David Pearson   |
| 27 | 17-okt | Old Dominion 500                 | Martinsville Speedway           | Darrell Waltrip | Ricky Rudd      | Richard Petty   |
| 28 | 31-okt | American 500                     | Rockingham Speedway             | Darrell Waltrip | Bobby Allison   | Neil Bonnett    |
| 29 | 7-nov  | Atlanta Journal 500              | Atlanta Motor Speedway          | Bobby Allison   | Harry Gant      | Darrell Waltrip |
| 30 | 21-nov | Winston Western 500              | Riverside International Raceway | Tim Richmond    | Ricky Rudd      | Darrell Waltrip |

## Classificação final - Top 10
| 1  | Darrell Waltrip | 4489 |
| 2  | Bobby Allison   | 4417 |
| 3  | Terry Labonte   | 4211 |
| 4  | Harry Gant      | 3877 |
| 5  | Richard Petty   | 3814 |
| 6  | Dave Marcis     | 3666 |
| 7  | Buddy Arrington | 3642 |
| 8  | Ron Bouchard    | 3545 |
| 9  | Ricky Rudd      | 3537 |
| 10 | Morgan Shepherd | 3451 |